# Manne Ståhl

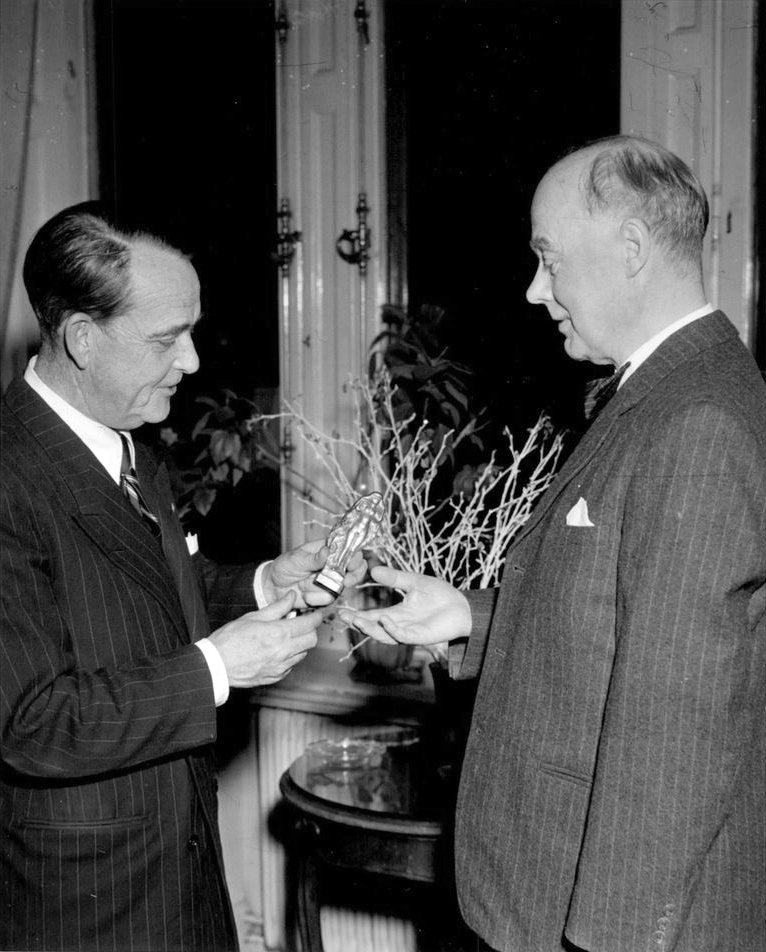
Manne Ståhl och redaktör Erik Brandfeldt vid ett möte inom Publicistklubben 1955.

David Emanuel (Manne) Ståhl (i riksdagen kallad Ståhl i Karlstad), född 15 januari 1901 i Arboga, död 19 maj 1976 i Eds församling, Värmlands län, var en svensk tidningsman och politiker (folkpartist). Han var svärson till statsministern Felix Hamrin samt svåger till riksdagsledamöterna Mac Hamrin och Ruth Hamrin-Thorell.
Manne Ståhl, som var son till en bokbindare, blev filosofie kandidat vid Uppsala universitet 1928. Han gav sig tidigt in i journalistiken och var andreredaktör för Eskilstuna-Kuriren 1933–1936 innan han blev verkställande direktör för Svenska Morgonbladet 1937–1938 och därefter huvudredaktör och ansvarig utgivare för Karlstads-Tidningen 1939–1957 och politisk redaktör för samma tidning 1958–1976. Han var Publicistklubbens ordförande 1955–1958.
Från unga år var han aktiv i den frisinnade rörelsen (bland annat som redaktör för tidningen Ungdom och frisinne 1931–1933), och senare i Folkpartiet. Han var ledamot i Karlstads stadsfullmäktige 1951–1962 och i Värmlands läns landsting 1943–1970. Han var också flitigt anlitad i olika statliga utredningar, inte minst på försvarsområdet.
Manne Ståhl var riksdagsledamot i andra kammaren för Värmlands läns valkrets 1945–1968. I riksdagen var han bland annat ordförande i andra kammarens första tillfälliga utskott 1945–1949 och ledamot i statsutskottet 1950–1958. I riksdagen var han flitigt engagerad i ett stort antal frågor, bland annat utbildnings- och kulturpolitik, bostadspolitik och civilförsvarsfrågor. Han var också tidigt aktiv i arbetet mot rasistisk propaganda i en debatt som så småningom utmynnade i förbudet mot hets mot folkgrupp.
Han var gift med Jessie Ståhl, född Hamrin.